# Франке, Валентин Альфредович
Валенти́н Альфре́дович Фра́нке (16 февраля 1926 — 31 января 2025) — советский и российский физик-теоретик, доктор физико-математических наук, профессор кафедры физики высоких энергий и элементарных частиц физического факультета Санкт-Петербургского государственного университета.

## Биография
В 1949 году окончил электротехнический факультет Киевского политехнического института, после чего был распределен на электростанцию в Амурской области. В 1954 году заочно окончил физический факультет Ленинградского государственного университета, затем работал в НИИ охраны труда в Ленинграде.
С 1962 года работал на кафедре теории ядра и элементарных частиц физического факультета ЛГУ (ныне — кафедра физики высоких энергий и элементарных частиц СПбГУ). В 1965 году защитил кандидатскую диссертацию на тему «К теории низкоэнергетического рассеяния, основанной на двойных дисперсионных соотношениях и условиях унитарности» под руководством Ю. В. Новожилова, в 1984 году — докторскую диссертацию на тему «Модели сильного взаимодействия элементарных частиц, основанные на глобальной и калибровочной симметриях». До 1998 года был сотрудником отдела теоретической физики НИИ физики ЛГУ (СПбГУ), с 1998 до 2020 года — профессором кафедры физики высоких энергий и элементарных частиц.
Умер 31 января 2025 года после тяжёлой болезни, немного не дожив до своего 99-летия.

## Научная и педагогическая деятельность
В сферу научных интересов В. А. Франке входят теория взаимодействия элементарных частиц, квантовая механика и теория гравитации. Он является автором свыше 70 научных публикаций по различным вопросам этих дисциплин.
В 1976 году В. А. Франке получил общую форму знаменитого уравнения эволюции матрицы плотности, известного в литературе как уравнение Линдблада. Это уравнение было получено независимо и одновременно в работах В. А. Франке, Й. Линдблада, а также В. Горини, А. Косаковского и Дж. Сударшана(см.). Уравнение FGKLS (Franke-Gorini-Kossakowski-Lindblad-Sudarshan) является основным в теории описания открытых квантовых систем и теории квантового измерения. Сам В. А. Франке рассматривал данное уравнение как обобщение стандартной квантовой механики, справедливость которого должен установить адекватный эксперимент.
Начиная с 1981 года В. А. Франке вместе с коллегами работал над использованием канонического (гамильтонова) квантования в координатах светового фронта при изучении неабелевой калибровочной теории поля. Данный подход оказывается полезным при рассмотрении задач теории сильного взаимодействия, требующих выхода за рамки теории возмущений.
После смерти Ю. А. Яппы В. А. Франке, его многолетний друг и коллега, доработал оставшуюся незавершенной монографию Яппы «Теория спиноров», которая затем вышла в его редакции.
В 1962—2019 годах В. А. Франке читал различные курсы лекций для студентов физического факультета ЛГУ по общей теории относительности, космологии, квантовой гравитации и теории бозонных струн (в частности, «Физика элементарных частиц и космология» (совместно с Ю. А. Яппой), «Космология и элементарные частицы», «Квантовая гравитация и теория суперструн», «Квантовая теория гравитации и релятивистских струн»). Под его руководством было защищено около десяти кандидатских диссертаций и одна докторская диссертация.